# Żyła tylna komory lewej

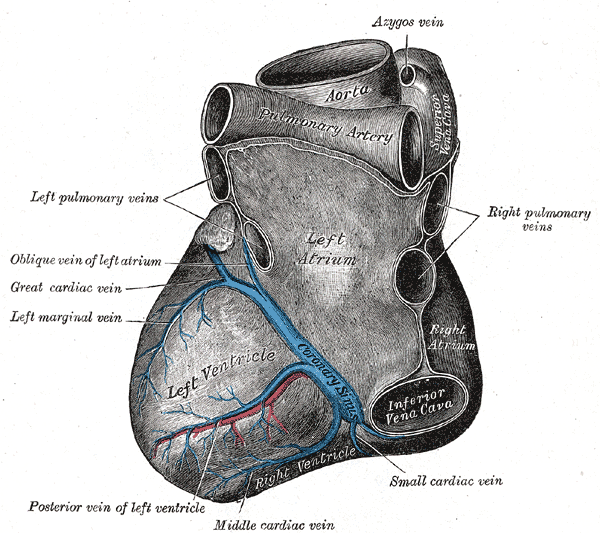
Żyła tylna komory lewej podpisana Posterior vein of left ventricle.

Żyła tylna komory lewej (łac. vena ventriculi sinistri posterior, vena posterior ventriculi sinistri) – w anatomii człowieka żyła serca znajdująca się na tylnej powierzchni lewej komory. Zwykle uchodzi do zatoki wieńcowej, mniej więcej w  20% przypadków uchodzi do żyły sercowej wielkiej.